# 岐阜県旗
岐阜県旗（ぎふけんき）は、日本の都道府県の一つ、岐阜県の旗。
本項では旗に図示されている岐阜県徽章（ぎふけんきしょう）、通称岐阜県章（ぎふけんしょう）、および県章と併用されるシンボルマークについても併せて解説する。

## 解説

岐阜県章

県章は1932年（昭和7年）に一般公募を実施し、2等となったデザインを補作して同年8月10日の県告示第424号により制定された。著作権法の規定により、1983年（昭和58年）1月1日よりパブリックドメインとなっている。「岐阜」の「岐」を略字化したデザインを丸で囲んでいる。
県旗を定める告示は特に存在せず、使用開始時期も不明であるが白地に緑色の県章を中央に配したものが慣例的に使われている。県章の配色を緑とする理由は「県下の自然の美しさ」を表す色と説明されている。

## シンボルマーク

岐阜県シンボルマーク

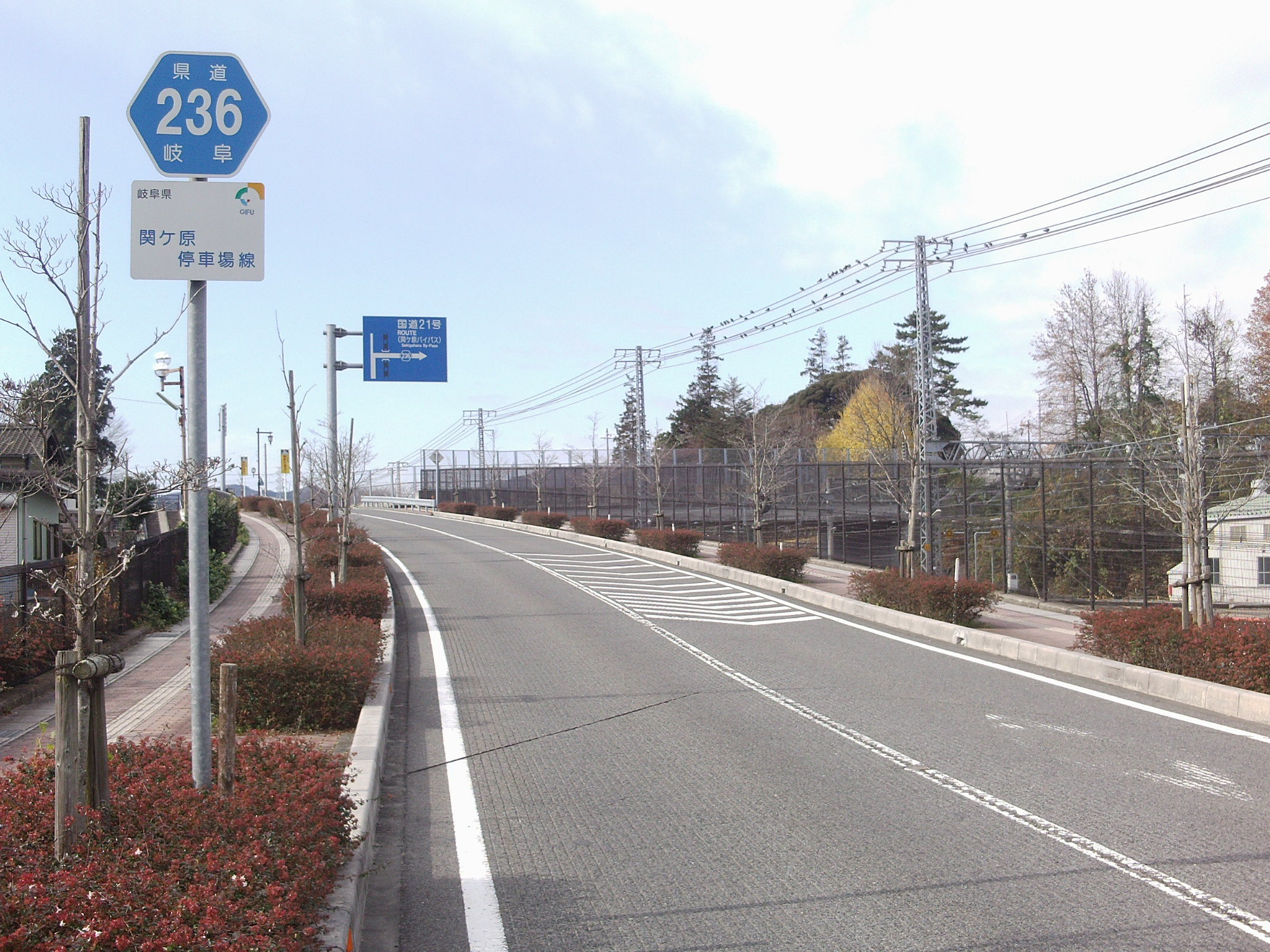
県道標識における使用例。補助標識の右上にマークが入っている。

1991年（平成3年）11月22日の県告示第695号により指定。アルファベットの「G」を図案化し、点から線、線から面へと力強く拡大して行く県の様子を表現している。
東京都のシンボルマークや鹿児島県のシンボルマークと異なり、県旗と別の「シンボル旗」は制定されていない。

### 使用例
主に県境の標識などで使用されており、県管理の国道・県道の補助標識のほとんどに「岐阜県」の文字とこのシンボルマークが入っている。